# بويبلا دي تريفيس
بلدية بويبلا دي تريفيس (بالإسبانية: Puebla de Trives) هي بلدية تقع في مقاطعة أورينسي التابعة لمنطقة غاليسيا شمال غرب إسبانيا.

## الديموغرافيا
بلغ عدد سكان بلدية بويبلا دي تريفيس 2.456 نسمة عام 2011 (وفقاً للمعهد الوطني للإحصاء الإسباني).
| 3.044 | 2.977 | 2.807 | 2.686 | 2.619 | 2.549 | 2.456 |